# Beja (district)
Beja (IPA: [ˈbɛʒɐ]) is een district in Portugal. De oppervlakte is 10.229 km²; Beja is daarmee het grootste district van Portugal. Beja grenst in het westen aan de Atlantische Oceaan, in het noorden aan de districten Setúbal en Évora, in het zuiden aan Faro en in het oosten aan Spanje. Het inwoneraantal is 144.410 (2021). De hoofdstad is de gelijknamige stad Beja.
Beja is verder onderverdeeld in 14 gemeenten:
- Aljustrel
- Almodôvar
- Alvito
- Barrancos
- Beja
- Castro Verde
- Cuba
- Ferreira do Alentejo
- Mértola
- Moura
- Odemira
- Ourique
- Serpa
- Vidigueira

## Demografische ontwikkeling
Aveiro · Beja · Braga · Bragança · Castelo Branco · Coimbra · Évora · Faro · Guarda · Leiria · Lissabon · Portalegre · Porto · Santarém · Setúbal · Viana do Castelo · Vila Real · Viseu

Autonome regio's van Portugal: Azoren · Madeira